# El problema final (cuento)
El problema final es uno de los 56 relatos cortos de Sherlock Holmes escritos por Arthur Conan Doyle. Fue publicado originalmente en The Strand Magazine en diciembre de 1893 y posteriormente recogido en la colección Las memorias de Sherlock Holmes. Doyle colocó El problema final en cuarto lugar en su lista personal de las doce mejores historias de Holmes.

## Argumento
La historia, ambientada en 1891, presenta al mayor adversario de Holmes, el profesor James Moriarty.
Holmes se presenta en la casa del doctor Watson en un estado algo agitado y con dos nudillos de la mano izquierda heridos y ensangrentados. Watson se sorprende cuando Holmes le cuenta que ha escapado a tres intentos de asesinato ese mismo día tras una visita del profesor Moriarty, que advirtió a Holmes que dejara de perseguirle y de cruzarse en su camino, o sufriría las consecuencias. El primero, al girar en una esquina, un carruaje se lanza sobre él y Holmes logra saltar y apartarse justo a tiempo. El segundo, mientras Holmes caminaba por la calle, un ladrillo cae desde un tejado y no le golpea por muy poco. El detective llama a la policía para que examine el lugar, pero no logra demostrar que fue algo más que un simple accidente. Finalmente, de camino a casa de Watson, es atacado por un hombre armado con una porra. Holmes consigue vencer a su asaltante y entregarlo a la policía, pero admite que no puede demostrar que ese hombre trabajaba para el malvado profesor.
Holmes ha estado investigando a Moriarty y a sus colaboradores durante meses y está a punto de lograr atraparlos a todos y entregarlos a la justicia. Moriarty es un genio criminal que encabeza un extremadamente organizado y secreto sindicato del crimen, y Holmes cree que si logra vencer a Moriarty será el mayor logro de su carrera. Pero Moriarty está dispuesto también a frustrar los planes de Holmes y es muy capaz de ello, ya que es, según el propio Holmes, el único equivalente intelectual del genial detective.
Holmes pide a Watson que vaya con él de viaje al continente y le da una serie de peculiares instrucciones para que llegue hasta la estación Victoria sin que le sigan. Holmes no está muy seguro de a dónde irán, lo que le suena extraño a Watson. Holmes, sabiendo que le han seguido hasta la casa de su amigo, sale descolgándose por la pared trasera en el jardín. Al día siguiente, Watson sigue las instrucciones de Holmes, llega a la estación y sube a un vagón de primera clase reservado para su amigo, en el que encuentra a un anciano sacerdote italiano, que enseguida revela ser Holmes disfrazado.
Mientras el tren sale de la estación Victoria, Holmes descubre a Moriarty en el andén, intentando hacer que el tren se detenga. Holmes se ve obligado a tomar medidas, ya que Moriarty obviamente ha conseguido seguir a Watson a pesar de todas las precauciones. Holmes y Watson bajan del tren en Canterbury, haciendo un cambio en su ruta planeada. Mientras esperan otro tren hacia Newhaven, un tren con un solo vagón atraviesa Canterbury, como Holmes sospechaba. En él va el profesor, que ha reservado el tren para intentar alcanzar a Holmes. Holmes y Watson se esconden tras un montón de equipajes.
Tras llegar a Estrasburgo desde Bruselas, el lunes siguiente Holmes recibe una carta que le anuncia que la mayor parte de la banda de Moriarty ha sido arrestada en Inglaterra. El detective aconseja a Watson que vuelva a Londres, ya que Holmes es un compañero de viaje peligroso puesto que Moriarty ha conseguido escapar de la policía inglesa y va tras él. Watson, sin embargo, decide quedarse junto a su amigo.
El viaje de Holmes y Watson les lleva hasta Suiza, donde llegan a Meiringen. Allí deciden dar un paseo que incluye una visita a las Cataratas de Reichenbach, una atracción natural local. Una vez allí, llega un muchacho que le entrega una nota a Watson, que dice que en el hotel en el que se hospedaban hay una mujer inglesa muy enferma que pide ser atendida por un médico inglés. Holmes se da cuenta de que la nota es falsa, pero no dice nada. Watson va a ver a la paciente, dejando a Holmes solo y prometiendo reunirse con él más tarde.
Al llegar al hotel, Watson descubre que el dueño no sabe nada de ninguna mujer inglesa enferma y niega haber escrito ninguna nota. Dándose cuenta de que le han engañado y que la nota ha sido escrita por Moriarty para que dejara a Holmes solo, Watson vuelve corriendo hasta las cataratas y no encuentra a nadie allí, pero observa que hay dos pares de huellas que llegan hasta el final embarrado del camino sin salida y no hay huellas de vuelta. También encuentra una nota de Holmes en la que le dice que sabía que el aviso que le dieron a Watson era falso y que se dispone a enfrentarse a Moriarty, que le ha concedido el tiempo suficiente para escribir esta nota de despedida. Watson ve que al final del camino hay señales de haberse producido una violenta pelea, lo que indica que Holmes y Moriarty han muerto al caer por las cataratas mientras peleaban. Entristecido, Watson vuelve a Inglaterra, donde toda la banda de Moriarty es apresada gracias a las pruebas obtenidas por Holmes. Watson termina su relato calificando a Holmes como el mejor y el más sabio de todos los hombres que ha conocido.

## Temas
El problema final tenía como propósito original lo que su nombre indica. Conan Doyle sentía que no podía sino haber ningún otro final que diera el tan reconocido honor de valentía y la calidad de persona que era Holmes y quería finalizar las aventuras de su famoso detective con este relato.
Conan Doyle intentó suavizar el momento, dando a Holmes un final grandioso, librando al mundo de un criminal tan poderoso y peligroso que cualquier otro logro posterior sería trivial en comparación (el propio Holmes dice esto mismo en la historia).
En 1893, Conan Doyle y su mujer viajaron por Suiza y descubrieron el pueblo de Meiringen en los Alpes berneses. Este viaje encendió la imaginación de Conan Doyle.

"En 1893 escribió en su diario, que aún existe, que quería matar a Sherlock holmes en las Cataratas de Reichenbach", dice Jürg Musfeld, director del Park Hotel du Sauvage, donde se cree que Conan Doyle se hospedó durante su visita al pueblo.

Pero este intento fracasó, ya que la presión de los lectores, quienes incluso le escribían cartas subidas de tono a Conan Doyle criticándole o incluso amenazándole por haberse atrevido a matar a Sherlock Holmes, y la insistencia de sus editores, persuadieron a Doyle para seguir relatando las andanzas de Holmes y Watson; primero escribiendo El sabueso de los Baskerville, ambientada cronológicamente antes de El problema final, y reviviéndole finalmente en La casa deshabitada. Había bastantes agujeros en los relatos de los testigos para permitir a Doyle resucitar a Holmes de forma plausible; solo unos pocos miembros supervivientes de la organización de Moriarty y el hermano de Holmes, Mycroft (que aparece brevemente en esta historia), sabían que el detective seguía vivo, habiendo ganado la pelea con Moriarty y haciendo que el malvado profesor se precipitara al vacío por la catarata, y a pesar de haber estado a punto de morir posteriormente a manos de los hombres de Moriarty. Con esto, Arthur Conan Doyle hace creer que Holmes se salvó por poco de morir, pero que fingió estar muerto durante tres años para salvar su vida y la del doctor Watson.

## Adaptaciones
En la serie de televisión Sherlock, el episodio tercero de la segunda temporada, The Reichenbach Fall, está basado en El problema final. Se puede observar algo similar cuando Sherlock y Moriarty están en la azotea del hospital. Sherlock de alguna manera finge su muerte, dado que al final del episodio, mientras el Doctor Watson y la Señora Hudson visitan su tumba, se muestra un primer plano de él, vivo.
También, en el episodio cuarto de la tercera temporada, The Abominable Bride, al final del episodio se muestra a Sherlock y a Moriarty peleando en las cataratas de Reichenbach, donde ambos caen.
En la serie de televisión House, al final de esta, en el último episodio, el Dr. House también finge su muerte encontrándose al final del episodio con su mejor y único amigo el Dr. Wilson. Como es bien sabido, el personaje del Dr. House se inspira en el personaje creado por Arthur Conan Doyle Sherlock Holmes.
En Sherlock Holmes: A Game of Shadows, película protagonizada por Robert Downey Jr., también se hace alusión a este cuento, cuando él y Moriarty se lanzan a la cascada en Suiza, en un intendo de Sherlock por matar a Moriarty y detener sus crímenes. Meses después, se revela que Holmes si sobrevive y reaparece en 221B Baker St.
En la serie de televisión Elementary, basada en las historias del personaje en la época contemporánea, en el capítulo 17 de la temporada 4, Sherlock menciona su especial deceso favorito leído en un cómic es "ser empujado por una catarata trabado en un brazo con su némesis", haciendo referencia a su muerte fingida en la saga original.
También existe una adaptación en la industria anime/manga, que lleva por título Moriarty the Patriot, para ser más precisos toda la segunda temporada abarca "el problema final".